# Epamera naisisii
Epamera naisisii är en fjärilsart som beskrevs av Riley 1928. Epamera naisisii ingår i släktet Epamera och familjen juvelvingar. Inga underarter finns listade i Catalogue of Life.